# Papstwahl 1153
Die Papstwahl 1153 folgte auf den Tod von Papst Eugen III. und endete mit der Wahl von Papst Anastasius IV.

## Wahl von Anastasius IV.
Papst Eugen III. starb am 8. Juli 1153 in Tivoli. Am 12. Juli 1153 wählten die Kardinäle den achtzigjährigen Kardinal Corrado Demetri della Suburra, Bischof von Sabina und Kardinaldekan. Er wählte den Namen Anastasius IV. und wurde am gleichen Tag vermutlich in Rom gekrönt.

## Kardinäle
Es gab 35 Kardinäle im Juli 1153, aber nicht mehr als 30 nahmen an der Wahl teil:
| Kardinal                      | Kardinaltitel                                                            | Kreiert            | Von Papst     | Anmerkungen                                                   |
| ----------------------------- | ------------------------------------------------------------------------ | ------------------ | ------------- | ------------------------------------------------------------- |
| Corrado Demetri della Suburra | Kardinalbischof von Sabina                                               | 1113/14            | Paschalis II. | Dekan des Heiligen Kollegiums; gewählter Papst Anastasius IV. |
| Imar, OSBCluny                | Kardinalbischof von Tusculum                                             | 13. März 1142      | Innozenz II.  |                                                               |
| Guarino Foscari, CanReg       | Kardinalbischof von Palestrina                                           | 22. Dezember 1144  | Lucius II.    | Kardinalnepot                                                 |
| Hugo, OCist                   | Kardinalbischof von Ostia e Velletri                                     | 21. Dezember 1151  | Eugen III.    |                                                               |
| Guido Florentinus             | Kardinalpriester von Sant Crisogono                                      | 1139               | Innozenz II.  | Kardinalprotopriester                                         |
| Gregorio della Suburra        | Kardinalpriester von Santa Maria in Trastevere                           | 1. März 1140       | Innozenz II.  |                                                               |
| Ubaldo Allucingoli            | Kardinalpriester von Santa Prassede                                      | 16. Dezember 1138  | Innozenz II.  | Zukünftiger Papst Lucius III. (1181–1185)                     |
| Ottaviano de Monticelli       | Kardinalpriester von Santa Cecilia in Trastevere                         | 25. Februar 1138   | Innozenz II.  | Zukünftiger Gegenpapst Victor IV. (1159–1164)                 |
| Manfredo                      | Kardinalpriester von Santa Sabina                                        | 17. Dezember 1143  | Coelestin II. |                                                               |
| Ariberto                      | Kardinalpriester von Sant Anastasia                                      | 17. Dezember 1143  | Coelestin II. |                                                               |
| Giovanni Paparoni             | Kardinalpriester von San Lorenzo in Damaso                               | 17. Dezember 1143  | Coelestin II. |                                                               |
| Astaldo degli Astalli         | Kardinalpriester von Santa Prisca                                        | 17. Dezember 1143  | Coelestin II. |                                                               |
| Giulio                        | Kardinalpriester von Sant Marcello                                       | 19. Mai 1144       | Lucius II.    |                                                               |
| Ubaldo Caccianemici, CanReg   | Kardinalpriester von Santa Croce in Gerusalemme                          | 19. Mai 1144       | Lucius II.    | Kardinalnepot                                                 |
| Guido Puella                  | Kardinalpriester von Santa Pudenziana                                    | 22. Dezember 1144  | Lucius II.    |                                                               |
| Jordanus, OCarth              | Kardinalpriester von Santa Susanna                                       | 22. Dezember 1144  | Lucius II.    |                                                               |
| Rolando                       | Kardinalpriester von San Marco und Kanzler der Heiligen Römischen Kirche | 22. September 1150 | Eugen III.    | Zukünftiger Papst Alexander III. (1159–1181)                  |
| Gerard                        | Kardinalpriester von Sant Stefano in Monte Celio                         | 2. März 1151       | Eugen III.    |                                                               |
| Cencio de Gregorio            | Kardinalpriester von San Lorenzo in Lucina                               | 2. März 1151       | Eugen III.    |                                                               |
| Giovanni da Sutri             | Kardinalpriester von Santi Giovanni e Paolo                              | 21. Februar 1152   | Eugen III.    |                                                               |
| Errico Moricotti, OCist       | Kardinalpriester von Santi Nereo e Achilleo                              | 21. Februar 1152   | Eugen III.    |                                                               |
| Giovanni Mercone              | Kardinalpriester von Santi Silvestro e Martino ai Monti                  | 23. Mai 1152       | Eugen III.    |                                                               |
| Odone Bonecase                | Kardinaldiakon von San Giorgio in Velabro                                | 4. März 1132       | Innozenz II.  | Kardinalprotodiakon                                           |
| Rodolfo                       | Kardinaldiakon von Santa Lucia in Septisolio                             | 17. Dezember 1143  | Coelestin II. |                                                               |
| Giacinto Bobone               | Kardinaldiakon von Santa Maria in Cosmedin                               | 22. Dezember 1144  | Lucius II.    | Zukünftiger Papst Coelestin III. (1191–98)                    |
| Guido di Crema                | Kardinaldiakon von Santa Maria in Portico Octaviae                       | 21. September 1145 | Eugen III.    | Zukünftiger Gegenpapst Paschalis III. (1164–1168)             |
| Giovanni da Napoli, CanReg    | Kardinaldiakon von Santi Sergio e Bacco                                  | 22. September 1150 | Eugen III.    |                                                               |
| Gerard de Namur               | Kardinaldiakon von Santa Maria in Portico Octaviae                       | 21. Februar 1152   | Eugen III.    |                                                               |
| Ottone da Brescia             | Kardinaldiakon von San Nicola in Carcere                                 | 21. Februar 1152   | Eugen III.    |                                                               |
| Bernard de Rennes, OCist      | Kardinaldiakon von Santi Cosma e Damiano                                 | 23. Mai 1152       | Eugen III.    |                                                               |

Sechs Kardinäle wurden von Papst Innozenz II. kreiert, fünf von Papst Coelestin II., sechs von Papst Lucius II., zwölf von Papst Eugen III. und einer von Papst Paschalis II.

## Abwesende Kardinäle
| Kardinal                       | Kardinaltitel                                  | Kreiert           | Von Papst     | Anmerkungen                                                                  |
| ------------------------------ | ---------------------------------------------- | ----------------- | ------------- | ---------------------------------------------------------------------------- |
| Nicholas Breakspeare, CanReg   | Kardinalbischof von Albano                     | 16. Dezember 1149 | Eugen III.    | Päpstlicher Legat in Skandinavien; Zukünftiger Papst Hadrian IV. (1153–1154) |
| Rainaldo di Collemezzo, OSBCas | Kardinalpriester von Santi Marcellino e Pietro | etwa 1139–1141    | Innozenz II.  | Abt von Montecassino (Externer Kardinal)                                     |
| Bernard, CanReg                | Kardinalpriester von San Clemente              | 22. Dezember 1144 | Lucius II.    | Päpstlicher Legat in Deutschland; Erzpriester des Petersdoms                 |
| Gregorio                       | Kardinaldiakon von Sant’Angelo in Pescheria    | 17. Dezember 1143 | Coelestin II. | Päpstlicher Legat in Deutschland                                             |
| Ildebrando Grassi, CanReg      | Kardinaldiakon von Sant’Eustachio              | 23. Mai 1152      | Eugen III.    | Päpstlicher Legat in der Lombardei                                           |